# 독립 전쟁
독립 전쟁(獨立戰爭)은 국가의 지배하에 있는 지역에서 독립을 목적으로 일어나는 전쟁이다. 독립 요구 운동이 무력 투쟁에서 전쟁으로 발전한 것이며, 그 점에서 기존의 정권 탈취를 목적으로 하는 쿠데타나, 동일한 주권 국가의 연속으로 정치 체제 변혁을 목적으로 하는 혁명과는 다르다. 독립 전쟁이 성공 하면 나라가 세워진다.

## 같이 보기
- 내전
- 쿠데타
- 혁명
- 미국 독립 전쟁